# Pseudoterpna cotangens
Pseudoterpna cotangens är en fjärilsart som beskrevs av Edward Alfred Cockayne 1952. Pseudoterpna cotangens ingår i släktet Pseudoterpna och familjen mätare. Inga underarter finns listade.